# Carlos Madrazo Limón
Carlos Madrazo Limón (Ciudad de México; 2 de febrero de 1952) es un político mexicano, miembro del Partido Acción Nacional, ha ocupado los cargos de diputado federal y senador de la República.
Es ingeniero mecánico eléctrico por la Universidad Iberoamericana y tiene una maestría en Mecánica Aplicada en el Imperial College of Science and Technology, miembro del PAN desde 1993, ocupó diversos cargos en el comité municipal del PAN en Atizapán de Zaragoza. Fue elegido Presidente Municipal de Atizapán de Zaragoza de 1997 a 2000, en 1999 fue Precandidato del PAN a Gobernador del Estado de México
Electo Senador por el Estado de México para las LVIII y LIX Legislaturas de 2000 a 2006, en 2005 dejó su curul para ser Comisionado de Desarrollo Político de la Secretaría de Gobernación. En 2006 fue elegido diputado federal por el XIV Distrito Electoral Federal del Estado de México a la LX Legislatura hasta 2009. Fue elegido diputado local por el distrito de Atizapan de Zaragoza para el periodo 2009-2012 en la LVII Legislatura.Fue nombrado Presidente de Vigilancia del Órgano Superior de Fiscalización. Fue precandidato a la presidencia de Atizapan de Zaragoza en 2012 y 2015. Actualmente es empresario del sector metal mecánico.